# 繁本護
繁本 護（しげもと まもる、1972年12月26日 - ）は、日本の政治家、国土交通官僚。
財務大臣政務官（第1次岸田内閣）、衆議院議員（1期）などを歴任。

## 略歴
1991年兵庫県立姫路西高等学校卒業。1995年神戸大学工学部土木工学科卒業。1997年神戸大学大学院自然科学研究科建設学（土木コース）専攻修了後、運輸省入省（現国土交通省） 。2003年イリノイ工科大学経営大学院修了（MBA）。
新しい霞ヶ関を創る若手の会設立 、北海道開発局港湾事務所長、釧路市港湾空港部長就任  、国土交通省国際調整官 を経て、2010年、伊東良孝衆議院議員政策秘書に就任。
2017年、公募で自由民主党衆議院京都府第2区支部長となり、同年の第48回衆議院議員総選挙で小選挙区では前原誠司に敗れ及ばなかったが、重複立候補していた比例近畿ブロックで初当選した。選挙後、志帥会（二階派）に入会した。
2021年10月、第1次岸田内閣において財務大臣政務官に就任。同年の第49回衆議院議員総選挙では前回に引き続き京都2区から自民党公認で立候補したが次点で落選し、比例復活もならず議席を失った。
2023年5月、衆議院京都2区支部長を辞任。次期衆院選では同区から立候補せず、参議院比例区からの立候補を目指す意向を示した。2024年7月25日、自民党は翌年に予定される第27回参議院議員通常選挙で繁本を比例区に擁立すると正式に発表した。2025年7月20日の投開票の結果45,406票を獲得したが、自由民主党が12議席を確保したのに対し31人中26位で落選。

## 政策
- アベノミクスを評価する[12]。
- 消費増税の先送りをどちらかと言えば評価する[12]。
- 安全保障関連法の成立をどちらかと言えば評価する[12]。
- 安倍内閣による北朝鮮問題への取り組みをどちらかと言えば評価する[12]。
- 共謀罪法をどちらかと言えば評価する[12]。
- 安倍内閣による森友学園問題・加計学園問題への対応をどちらかと言えば評価しない[12]。
- 長期的に消費税率を10％よりも高くすることにどちらかと言えば反対[12]。
- 幼稚園・保育所から大学まで教育を無償化すべきだ[12]
- 選択的夫婦別姓の導入に反対[12]。
- 夫婦と複数の子どもが揃っているのが家族の基本形だ[12]。
- 非核三原則を堅持すべきだ[12]。
- 日本の防衛力はもっと強化すべきだ[12]。
- 北朝鮮に対しては対話よりも圧力を優先すべきだ[12]。
- 消費税10%に賛成。増えるべき税収の使いみちは、幼児教育の無償化や高等教育の負担軽減[12]。
- 憲法改正に賛成。改正すべき項目に、戦争放棄と自衛隊・緊急事態条項を挙げる[12]。

## 人物
- 2021年8月4日、衆議院厚生労働委員会で新型コロナウイルス感染症対策の審議中に約20分間、衆院選に向けた戦略を記した資料のチェックや編集をしていた。このことについて毎日新聞が繁本の事務所に文書で取材を申し込んだが、期限までに回答はなかった[13]。

### 旧統一教会との関係
2021年4月、国立京都国際会館で旧統一教会系のイベント『新型コロナ終息を願う京都1万人祈りの集い』というイベントが開催される予定であった。実行委員長は統一教会の京都教区長で、『天の父母様聖会・世界平和統一家庭連合』や教団系列組織『京都府平和大使協議会』などが共催している。その『呼びかけ人』を国家公安委員長である二之湯智が務め、繁本や木村弥生、田中英之、北神圭朗らが世話人に名を連ねた。

## 選挙歴
| 当落 | 選挙                     | 執行日         | 年齢 | 選挙区       | 政党       | 得票数    | 得票率 | 定数 | 得票順位 /候補者数 | 政党内比例順位 /政党当選者数 |
| ---- | ------------------------ | -------------- | ---- | ------------ | ---------- | --------- | ------ | ---- | ------------------ | ---------------------------- |
| 比当 | 第48回衆議院議員総選挙   | 2017年10月22日 | 44   | 京都府第2区  | 自由民主党 | 4万336票  | 30.01% | 1    | 2/3                | 9/9                          |
| 落   | 第49回衆議院議員総選挙   | 2021年10月31日 | 48   | 京都府第2区  | 自由民主党 | 4万3291票 | 29.19% | 1    | 2/4                | 17/8                         |
| 落   | 第27回参議院議員通常選挙 | 2025年07月20日 | 52   | 参議院比例区 | 自由民主党 | 4万5406票 |        | 50   | 26/31              | 26/12                        |